# نقص الزنك
نقص الزنك يتم تعريفه إما على أنه الزنك غير الكافي لتلبية احتياجات الجسم، أو على أنه مستوى في المصل أقل من المعدل الطبيعي. ومع ذلك، بما أن انخفاض تركيز المصل لا يمكن اكتشافه إلا بعد النضوب الطويل الأجل أو الشديد، فإن الزنك في المصل ليس علامة حيوية موثوقة لحالة الزنك. تشمل الأعراض الشائعة زيادة معدلات الإسهال. يؤثر نقص الزنك على الجلد والجهاز الهضمي؛ الدماغ والجهاز العصبي المركزي، الجهاز المناعي، الهيكل العظمي، والجهاز التناسلي.
يحدث نقص الزنك لدى البشر بسبب انخفاض المدخول الغذائي، عدم كفاية الامتصاص، زيادة الخسارة، أو زيادة استخدام نظام الجسم. السبب الأكثر شيوعا هو انخفاض المدخول الغذائي. في الولايات المتحدة، الكمية الغذائية الموصى بها (RDA) هو 8 ملغ / يوم للنساء و 11 ملغ / يوم للرجال.
يوجد أعلى تركيز للزنك الغذائي في المحار، اللحوم، الفاصوليا، والمكسرات. زيادة كمية الزنك في التربة وبالتالي في المحاصيل والحيوانات هو إجراء وقائي فعال. قد يؤثر نقص الزنك على ما يصل إلى ملياري شخص في جميع أنحاء العالم.

## الأعراض والعلامات

### الجلد، الأظافر والشعر
قد يتجلى نقص الزنك في حب الشباب، الإكزيما، جفاف الجلد (الجلد الجاف، التقشير)، التهاب الجلد الدهني، أو الثعلبة (شعر رقيق ومتفرق). قد يمنع أيضًا التئام الجروح.

### الفم
يمكن أن يتجلى نقص الزنك كتقرح فموي غير محدد أو التهاب في الفم أو لسان أبيض. نادرا ما يمكن أن يسبب التهاب الشفة الزاوي (القروح في زوايا الفم).

### العين
نقص الزنك الحاد قد ييعوق حاسة الشم والتذوق. قد يكون العمى الليلي سمة من سمات نقص الزنك الحاد، على الرغم من أن معظم تقارير العمى الليلي والتكيف المظلم غير الطبيعي في البشر الذين يعانون من نقص الزنك قد حدثت مع نقص التغذية الأخرى (مثل فيتامين أ).

### المناعة
يمكن أن تؤدي وظيفة المناعة الضعيفة لدى الأشخاص الذين يعانون من نقص الزنك إلى الإصابة بالتهابات الجهاز التنفسي والجهاز الهضمي أو غيرها من الالتهابات، مثل الالتهاب الرئوي. تتأثر مستويات السيتوكينات الالتهابية (مثل IL-1β و IL-2 و IL-6 و TNF-α) في بلازما الدم بنقص الزنك وتنتج مكملات الزنك استجابة تعتمد على الجرعة في مستوى هذه السيتوكينات. أثناء الالتهاب، هناك زيادة في الطلب الخلوي من الزنك ويرتبط ضعف الزنك بالالتهاب المزمن.

### الإسهال
يساهم نقص الزنك في زيادة حدوث وشدة الإسهال.

### الشهية
قد يؤدي نقص الزنك إلى فقدان الشهية. تم استخدام الزنك في علاج مرض فقدان الشهية منذ عام 1979 من قبل باكان. أظهرت 15 تجربة سريرية على الأقل أن الزنك يساعد في زيادة الوزن في حالات فقدان الشهية. أظهرت تجربة أجريت عام 1994 أن الزنك ضاعف معدل زيادة كتلة الجسم في علاج مرض فقدان الشهية العصبي. يمكن أن يسهم نقص المغذيات الأخرى مثل التيروزين والتربتوفان والثيامين في ظاهرة «سوء التغذية الناجم عن سوء التغذية».

### الاضطرابات النفسية
يُزعم أن انخفاض مستويات الزنك في البلازما مرتبط مع العديد من الاضطرابات النفسية. يرتبط الفصام بانخفاض مستويات الزنك في الدماغ. تشير الدلائل إلى أن نقص الزنك يمكن أن يلعب دورًا في الاكتئاب. قد تكون مكملات الزنك علاجًا فعالًا في حالة الاكتئاب الشديد.

### النمو
يمكن أن يتسبب نقص الزنك في الأطفال في تأخر النمو ، ويُزعم أنه سبب توقف النمو في ثلث سكان العالم.

### الحمل
يمكن أن يؤثر نقص الزنك أثناء الحمل سلبًا على كل من الأم والجنين. تشير الدراسات التي أجريت على الحيوانات إلى أن نقص الزنك لدى الأمهات يمكن أن يزعزع كل من تسلسل وكفاءة عملية الولادة. تم توثيق زيادة حالات المخاض الصعبة والطويلة، والنزيف، وعسر الولادة وانفجار المشيمة في الحيوانات التي تعاني من نقص الزنك. أفادت مراجعة لنتائج الحمل لدى النساء المصابات بالتهاب الأمعاء العصبي المعوي، أنه من بين كل سبع حالات حمل، كان هناك إجهاض واحد، مما يشير إلى أن الجنين البشري معرض أيضًا للشوه الناتج عن نقص الزنك الشديد. ومع ذلك، فإن المراجعة التي أجريت على تجارب مكملات الزنك خلال فترة الحمل لم تذكر تأثيرًا مهمًا لمكملات الزنك على الحفاظ علي حياة المواليد.
يمكن أن يتداخل نقص الزنك مع العديد من العمليات الأيضية عندما يزداد الاحتياج له أثناء الطفولة، وهو وقت النمو والتطور السريع فتكون الاحتياجات الغذائية عالية. ارتبطت حالة الزنك الأمومية المنخفضة بانخفاض الانتباه خلال فترة الوليد وسوء الأداء الحركي. في بعض الدراسات، ارتبطت المكملات بالتطور الحركي عند الرضع منخفضي وزن الولادة جدًا ونشاط أكثر عند الرضع والأطفال الصغار.

### التستوستيرون
الزنك مطلوب لإنتاج هرمون تستوستيرون. وبالتالي، يمكن أن يؤدي نقص الزنك إلى انخفاض هرمون التستوستيرون، مما قد يؤدي إلى عدم النضج الجنسي وقصور الغدد التناسلية، وتأخر البلوغ.

## فوائد الزنك
يعتبر الزنك من المعادن الضرورية لجسم الإنسان إذ يزوّده بالعديد من الفوائد، ومنها ما يأتي:
- تعزيز المناعة: يستخدم الجسم الزنك في تفعيل الخلايا التائية الليمفاوية (بالإنجليزية: T lymphocytes)، التي تتحكم وتنظم الاستجابة المناعية للجسم، وتهاجم الخلايا السرطانية، والمصابة بالعدوى، كما وجدت الجمعية الأمريكية للتغذية (بالإنجليزية: American Journal of Clinical Nutrition) أنّ نقص الزنك يمكن أن يزيد من احتمالية الإصابة بالعديد من مسببات الأمراض.
- المساهمة في علاج الإسهال: أُثبت أنّه يمكن للمداومة على أخذ مكملات الزنك الغذائية لمدة 10 أيام أن تعالج الإسهال، وتقي من الإصابة به في المستقبل.
- تعزيز قدرات التعلم والذاكرة: يلعب الزنك دوراً مهماً في تنظيم تواصل الأعصاب فيما بينها، مما يؤثر في تشكل الذاكرة لدى الإنسان، وقدرات تعلمه.
- تقليل مدة الزكام: يساهم تناول مكملات الزنك الغذائية في تقليص فترة الإصابة بنزلات البرد بنسبة 40%، وتخفيف شدتها، في حال أخذها في غضون 24 ساعة من بداية ظهور الأعراض.
- تحفيز التئام الجروح: يحافظ الزنك على سلامة الجلد وبنيته، ويدخل في تكوين كريمات الجلد التي تستخدم لعلاج الطفح الجلدي، وتهيجات البشرة، كما يحفز التئام الجروح، والتقرحات، عن طريق التخفيف من الالتهاب، ونمو البكتيريا.
- تقليل خطر الإصابة بالأمراض المزمنة: أثبتت إحدى الدراسات أنّه يمكن لزيادة تناول الأطعمة التي تحتوي على الزنك، بالإضافة إلى المكملات الغذائية أن تقلل خطر الإصابة بالأمراض الالتهابية، أو الأمراض المزمنة المرتبطة بالتقدم في العمر.
- تقليل خطر الإصابة بالتنكس البقعي: يحمي الزنك من تضرر خلايا شبكية العين، مما يؤخر من إصابة الشخص بضعف النظر والتنكس البقعي المرتبط بالتقدم في العمر والذي يُعبر عنه اختصاراً بـ AMD.
- تعزيز الخصوبة: ربطت العديد من الدراسات نقص الزنك بانخفاض جودة الحيوانات المنوية، بالإضافة إلى ضعف الخصوبة، ومن الجدير بالذكر أنّ تناول مكملات الزنك وحمض الفوليك الغذائية قد سبب ارتفاعاً في عدد الحيوانات المنوية بحسب ما بيّنت إحدى الدراسات.

## أسباب نقص الزنك
يعاني قرابة الـ1.1 بليون شخص حول العالم من عوز الزنك، ويرجع ذلك لعدة أسباب، نذكر منها ما يأتي:
- قلة المتناول اليومي من الأطعمة الغنية بالزنك.
- فقد الجسم للزنك الفائض عن حاجته، بسبب سوء الامتصاص.
- إصابة الشخص بحالة طبية تعيق حصوله على الكميات الكافية من الزنك، مثل السرطان، وأمراض الاضطرابات الهضمية، والإسهال المزمن، وأمراض الكلى والكبد، ومرض السكري، وغيرها.
- الإفراط في شرب الكحول.
- اتباع حمية غذائية نباتية، فعلى الرغم من وجود الزنك في عدّة أصناف من المصادر النباتية، إلا أنّ الجسم يستخدم الزنك الموجود في اللحوم بكفاءة أكبر، كما أنّ احتواء هذه المصادر على الفيتات (بالإنجليزية: Phytates) يؤدي إلى ارتباطه بالزنك وإعاقة امتصاص الجسم له، ومن الأمثلة على تلك المصادر التي يتناولها النباتيون البقوليات، وفول الصويا، والحبوب الكاملة، والمكسرات.
- كبار السن: حيث تعتبر هذه الفئة عرضة للإصابة بنقص الزنك بسبب تناولهم لأدوية تقلل من امتصاص الزنك وتزيد من تخلص الجسم منه، كمدرات البول، أو نتيجة قلة قدرتهم على تناول المصادر الغذائية للزنك، أو بسبب عدم توافرها.

## العلاج
يعتبر تناول الزنك من مصادره الطبيعية  العلاج الرئيس لنقص الزنك، ولكن في بعض الحالات الخطيرة يتم إعطاء الفرد جرعات تتراوح ما بين 30-50 ملغم يومياً، ويعطى المعدن على شكل كبريت الزنك.